# Гелчев (Свідницький повіт)
Гелчев (пол. Giełczew) — село в Польщі, у гміні П'яскі Свідницького повіту Люблінського воєводства.
Населення — 175 осіб (2011).
У 1975-1998 роках село належало до Люблінського воєводства.

## Демографія
Демографічна структура станом на 31 березня 2011 року:
|          | Загалом | Допрацездатний вік | Працездатний вік | Постпрацездатний вік |
| -------- | ------- | ------------------ | ---------------- | -------------------- |
| Чоловіки | 78      | 18                 | 55               | 5                    |
| Жінки    | 97      | 23                 | 48               | 26                   |
| Разом    | 175     | 41                 | 103              | 31                   |